# ハイデマリー・ヴィーチョレック＝ツォイル
ハイデマリー・ヴィーチョレック＝ツォイル（Heidemarie Wieczorek-Zeul, 1942年11月21日‐）は、ドイツの政治家。ドイツ社会民主党 (SPD) 所属。1998年から2009年まで、ゲアハルト・シュレーダー内閣、ついで第1次メルケル内閣で経済協力・開発相を務めた。

## 経歴
ヘッセン州フランクフルト・アム・マイン生まれ。1961年から1965年まで、フランクフルト大学の英語と歴史教諭の養成過程で学ぶ。1965年から1974年まで、そして1977年から1978年までリュッセルスハイムで学校教師を務める。1965年にSPDの政治家ノルベルト・ヴィーチョレックと結婚するが、1979年に離婚。以来旧姓のツォイルとあわせた「ヴィーチョレック＝ツォイル」姓を名乗っている。彼女はドイツ福音主義教会に属するヘッセン＝ナッサウ福音主義教会の信徒であり、州教会総会議員にも選ばれている。
1965年にSPD入党。1968年、リュッセルスハイム市議会議員に当選。1972年、グロース＝ゲーラウ郡議会議員に転じる。1974年から1977年までSPDの青年団組織である社会主義青年団 (ユーゾー) の連邦代表を務め、彼女の赤毛とSPDのシンボルカラーをかけて「赤いハイディ」あるいは「赤いハイデ」と呼ばれた。1977年から国際青年団ヨーロッパ協力事務局長に就任。1979年、欧州議会議員に当選。1984年、SPD連邦幹事会入り。1987年にドイツ連邦議会に初当選、南ヘッセンの党代表に就任し、連邦議会では党の欧州政策広報官を務めた。1993年にビョルン・エングホルム党首の辞任を受けて急遽開催された党大会では、ニーダーザクセン州首相のゲアハルト・シュレーダー、ラインラント＝プファルツ州首相のルドルフ・シャーピングと後継党首の座を争ったが、シャーピングに敗れた。なおシュレーダーはヴィーチョレック＝ツォイルの2代後のユーゾー連邦代表、シャーピングはヴィーチョレック＝ツォイルの代表在任時の連邦副代表で、ユーゾー経験者が党首になった最初の世代である。
1998年の総選挙でシュレーダー政権が成立すると、経済協力・開発相として入閣した。同年から2005年まで、SPD副党首。2005年の総選挙でシュレーダーが退陣してアンゲラ・メルケル首相の大連立政権が成立したのちも、同職に留任した。
第一次メルケル内閣の閣僚中では在任期間が最長であるため、規定により連邦副首相代理（閣内序列3位）となった。2009年の総選挙で連立組み替えが行われたため、10月に大臣職を離職した。2013年ドイツ連邦議会選挙には出馬せず、政界を引退した。
- ユーゾー代表当時のヴィーチョレック＝ツォイル（1976年）
- インドのP・チダンバラム財務大臣と（2008年10月20日）
- カタリナ・バーリーらと（2015年12月12日）

## 政策・発言
2004年夏、イラク戦争を評して「イラク戦争は忌むべき苦しみと、市民のみならず兵士にも数多くの犠牲者を出した。これは実に犯罪行為である」と発言した。また2006年のイスラエル軍によるレバノン攻撃の際は「国際法的に全く受け入れられない」と批判した。この発言がドイツ国内の野党に批判されたほか、ドイツ・ユダヤ人中央評議会は「社会民主党を名乗る開発援助相としていかがなものか」と辞任を要求した。一方2007年に発足したパレスチナ自治政府のハマース内閣に対しては、暴力の停止、イスラエルの生存権容認、パレスチナ解放機構により締結された条約の承認は、必ずしもドイツ政府との対話の前提条件ではないと発言している。2008年5月、メルケル首相に次いで二人目の現職閣僚としてドイツ訪問中のチベット仏教指導者ダライ・ラマ14世と正式に会見し、その後の記者会見で「チベット政府の代表と会見した」と発言したため、中国政府の反発を招いた。
党内では左派に属している。総選挙惜敗後の2005年10月、フランツ・ミュンテフェーリング党首が連邦幹事会に提示した人事案に反対し、事実上ミュンテフェーリングを党首辞任に追い込んだため、党内から批判されて副党首を退いた。
連邦会計検査院は、ドイツ政府の開発援助がプロジェクトにではなく援助先政府の会計に直接組み込まれているとして、ヴィーチョレック＝ツォイル経済援助相の援助支出を批判している。